# Тульчинский, Анатолий Аронович
Анато́лий Аро́нович Тульчи́нский (род. 8 января 1943 года в г. Ачинск Красноярского края) — советский и российский инженер-электрик. Участник разработки, изготовления и экспериментальной отработки гироскопов и акселерометров для систем управления ракетно-космических комплексов различного назначения, включая космическую программу «Энергия-Буран» и российские ракеты-носители семейства «Союз-2». Лауреат Государственной премии СССР (1986). Награждён медалями.

## Биография
Окончил Ленинградский электротехнический институт (ЛЭТИ им. В. И. Ульянова (Ленина)) по специальности инженер-электрик (1966), аспирантуру Ленинградского высшего инженерного морского училища (ЛВИМУ им. адмирала С. О. Макарова) (1974). (Научный руководитель — Смирнов Е. Л..) Кандидат технических наук (1975).
С 1965 года — в электромеханическом НИИ (ныне ФГУП «Научно-производственное объединение электромеханики» город Миасс Челябинской области): техник, старший научный сотрудник, начальник сектора, заместитель начальника, ведущий специалист научно-технического комплекса, начальник отдела гироскопических чувствительных информационных и исполнительных элементов.
Внес вклад в разработку, изготовление и экспериментальную отработку гироскопов и акселерометров для систем управления ракетно-космических комплексов различного назначения, включая космическую программу «Энергия-Буран» и российские ракеты-носители семейства «Союз-2». Под его руководством созданы уникальные динамически настраиваемые гироскопы, не уступающие лучшим мировым образцам.
Автор свыше 50 научных работ, обладатель 55 авторских свидетельств на изобретения. Автор (в соавторстве) двух патентов.

## Награды и премии
- Лауреат Государственной премии СССР «За работу в области приборостроения»[8][9](1986).
- Медаль «За доблестный труд. В ознаменование 100-летия со дня рождения В. И. Ленина» (1970)
- Медаль имени академика В. И. Кузнецова Федерации космонавтики России («за заслуги перед космонавтикой»)(2006)
- Медаль имени К. Э. Циолковского Федерации космонавтики России («за заслуги перед космонавтикой») (2010)
- Знак «Лучший изобретатель Министерства» (1986)